# Cincinnati
Cincinnati es una ciudad del estado estadounidense de Ohio y la sede del condado de Hamilton. Está localizada al suroeste del estado, en las orillas del río Ohio, que la separa de Kentucky.
Con una población en 2010 de 296 943 habs. es la tercera mayor ciudad de Ohio —tras Columbus y Cleveland— y la 65.ª de los Estados Unidos. El área metropolitana es mucho mayor, comúnmente llamada «Gran Cincinnati». Es la más importante de Ohio, e incluye partes de su estado, del de Kentucky y del de Indiana. En 2012, la Oficina del Censo de los Estados Unidos estimaba que el área metropolitana de Cincinnati-Norte de Kentucky tenía una población de 2 128 603 habs., lo que la convertía en la 28.ª más grande del país.
Cincinnati se considera que fue la primera boomtown (comunidad que experimenta un rápido crecimiento demográfico y económico) de Estados Unidos, expandiéndose rápidamente en el corazón del país a principios del siglo XIX hasta rivalizar con las ciudades costeras más grandes en tamaño y riqueza. Como primera importante del interior del país, se piensa en ella como la primera ciudad puramente estadounidense, y carece de la fuerte influencia europea, presente en la costa este. Sin embargo, hacia finales del siglo el crecimiento de Cincinnati se había reducido bastante, y la ciudad fue superada en población por muchas otras ciudades interiores.
Cincinnati también es conocida por tener una de las colecciones más grandes de arquitectura italiana del siglo XIX en los Estados Unidos, principalmente concentrada al norte del centro de la ciudad en la vecindad de Over-the-Rhine, donde se asentó una importante comunidad alemana.

## Toponimia
Dos años después de la fundación del asentamiento, Arthur St. Clair, el gobernador del Territorio del Noroeste, cambió su nombre del original de 'Losantiville' a "Cincinnati", posiblemente por sugerencia del topógrafo Israel Ludlow, en honor a la Sociedad de Cincinnati. St. Clair era en ese momento presidente de la Sociedad, compuesta por oficiales del Ejército Continental de la Guerra de Independencia que nombraron a su club por Lucius Quinctius Cincinnatus, un dictador de la República Romana temprana que salvó a Roma de una crisis, y luego se retiró a la agricultura porque no quería permanecer en el poder.
Históricamente, la ciudad fue habitada por inmigrantes alemanes y sus descendientes, que conocían la ciudad con el nombre de Zinzinnati.

## Historia

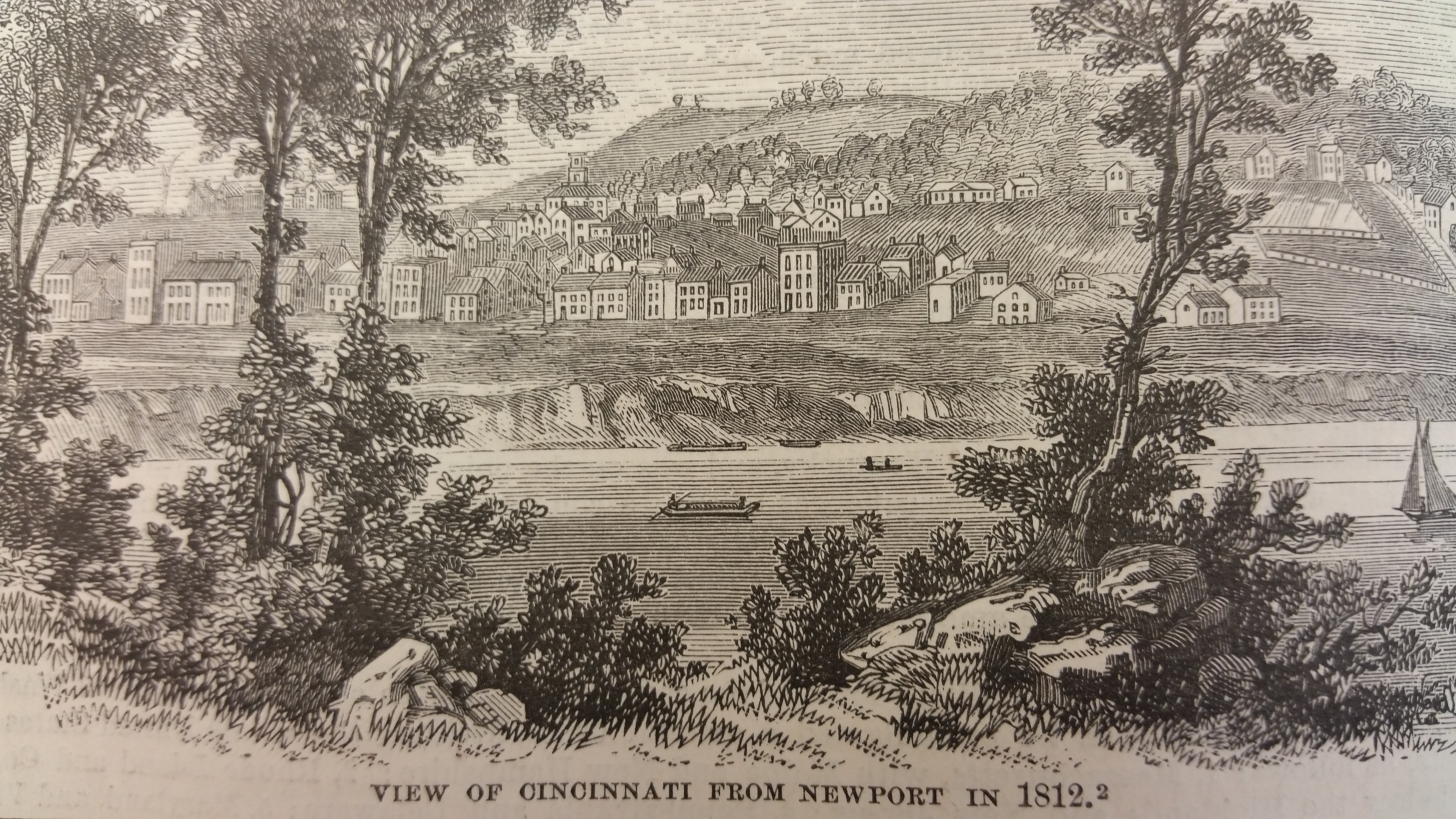
Ilustración de Cincinnati en 1812, con una población de 2 000 habitantes

Cincinnati comenzó en 1788 cuando Mathias Denman, el coronel Robert Patterson e Israel Ludlow aterrizaron en un lugar en la orilla norte del Ohio frente a la desembocadura del río Licking y decidieron establecerse allí. El topógrafo original, John Filson, lo llamó "Losantiville". El 4 de enero de 1790, Arthur St. Clair cambió el nombre del asentamiento para honrar a la Sociedad de Cincinnati.
En 1811, la introducción de barcos de vapor en el río Ohio abrió el comercio de la ciudad a un transporte marítimo más rápido, y la ciudad estableció lazos comerciales con San Luis y Nueva Orleans río abajo. Cincinnati se incorporó como ciudad el 1 de marzo de 1819. Exportando productos de cerdo y heno, se convirtió en un centro de procesamiento de carne de cerdo en la región. De 1810 a 1830, la población de la ciudad casi se triplicó, de 9642 a 24 831 habitantes.
La construcción del Canal de Miami y Erie comenzó el 21 de julio de 1825, cuando se le llamó Canal de Miami, relacionado con su origen en el Río Great Miami. La primera sección del canal se abrió al público en 1827. En 1827, el canal conectó Cincinnati con la cercana Middletown; en 1840 había llegado a Toledo.
Durante ese tiempo, los empleadores lucharon para contratar suficientes personas para cubrir los puestos. La ciudad tenía escasez de mano de obra hasta las grandes oleadas de inmigrantes irlandeses y alemanes a finales de la década de 1840. La ciudad creció rápidamente durante las próximas dos décadas, llegando a 115.000 personas en 1850.

### Desarrollo industrial y edad dorada

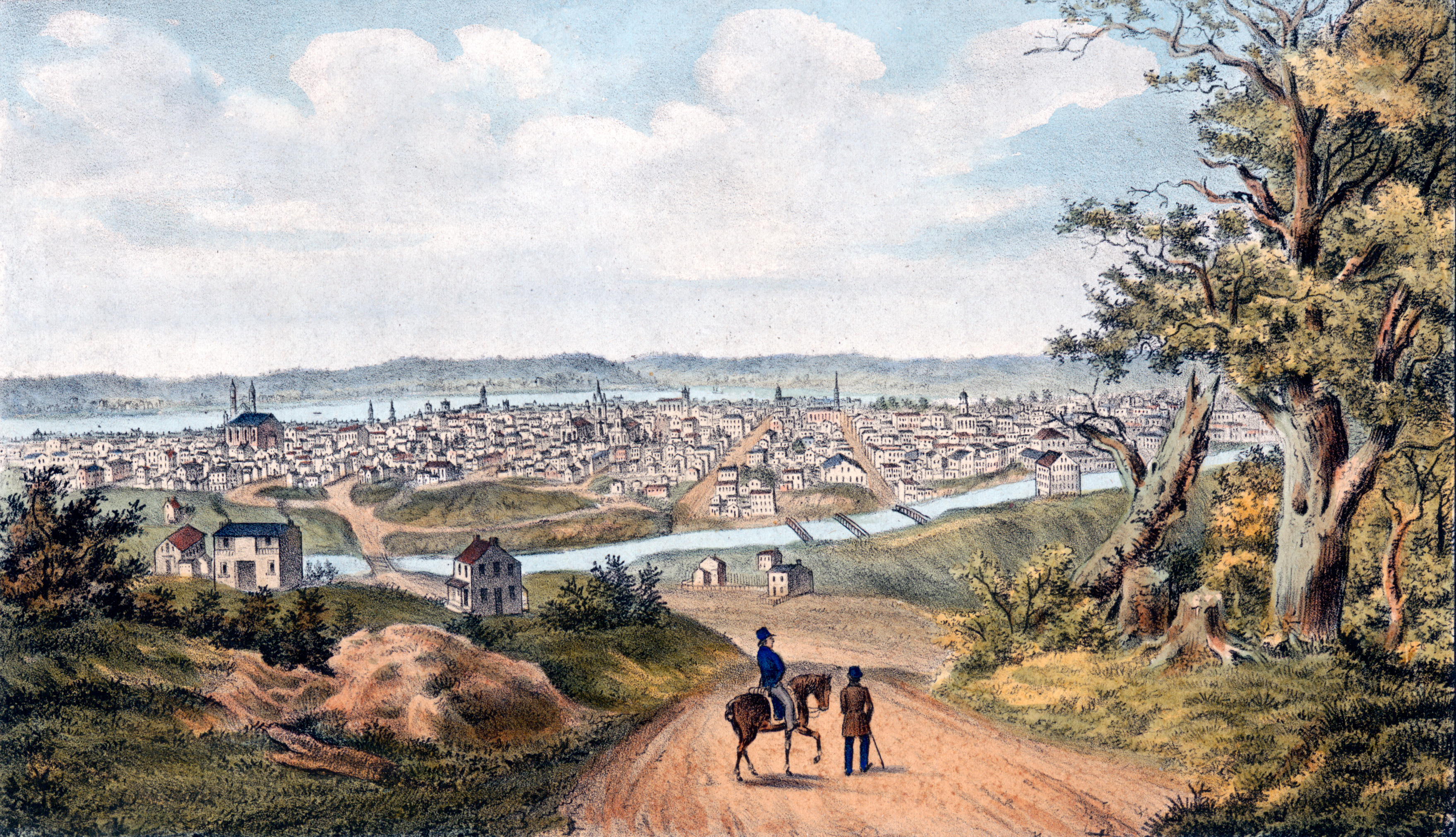
Cincinnati en 1841 con el canal de Miami y de Erie en primer plano

La ubicación de Cincinnati, en la frontera entre el estado libre de Ohio y el estado esclavista de Kentucky, lo convirtió en un lugar destacado para que los esclavos escaparan del sur esclavista. Muchos abolicionistas prominentes también llamaron a Cincinnati su hogar durante este período, y lo convirtieron en una parada popular en el Ferrocarril Subterráneo. En 2004, se completó el Centro Nacional de la Libertad del Ferrocarril Subterráneo a lo largo de Freedom Way en el centro, en honor a la participación de la ciudad en el Ferrocarril Subterráneo.
En 1859, Cincinnati trazó seis líneas de tranvías; los coches eran tirados por caballos y las colas facilitaban el desplazamiento de la gente por la ciudad. Para 1872, los habitantes de Cincinnati podían viajar en los tranvías dentro de la ciudad y transferirse a los vagones de tren para viajar a las comunidades de las colinas. La Compañía de Planos Inclinados de Cincinnati comenzó a transportar personas a la cima del Monte Auburn ese año. En 1889, el sistema de tranvías de Cincinnati comenzó a convertir sus carros tirados por caballos en tranvías eléctricos.
En 1880, el gobierno de la ciudad completó el Ferrocarril del Sur de Cincinnati a Chattanooga. Es el único ferrocarril interestatal de propiedad municipal en los Estados Unidos.
En 1884, la indignación por un veredicto de homicidio involuntario en lo que muchos observadores pensaron que era un caso claro de asesinato desencadenó los disturbios en el Palacio de Justicia, uno de los disturbios más destructivos en la historia de Estados Unidos. En el transcurso de tres días, 56 personas murieron y más de 300 resultaron heridas. Los disturbios acabaron con el régimen del jefe republicano Thomas C. Campbell.

### Durante la Gran Depresión
Un rejuvenecimiento temprano del centro de la ciudad comenzó en la década de 1920 y continuó en la década siguiente con la construcción de Union Terminal, la oficina de correos y el gran Cincinnati and Suburban Telephone Company Building. Cincinnati resistió la Gran Depresión mejor que la mayoría de las ciudades estadounidenses de su tamaño, en gran parte debido al resurgimiento del comercio fluvial, que era menos costoso que el transporte de mercancías por ferrocarril. La inundación de 1937 fue una de las peores en la historia de la nación y destruyó muchas áreas a lo largo del valle del río Ohio. Posteriormente, la ciudad construyó muros protectores contra inundaciones.

## Demografía
Según el censo de 2003 en Cincinnati hay 317.361 habitantes en 166.012 casas, y 72.566 familias viven en la ciudad. La densidad de población es de 1.640,5 hab/km². Hay 166.012 viviendas con una densidad media de 822,1 hab/km².
La distribución racial es de 52,97% blancos, 42,92% negros o afroamericanos, 0,21% estadounidenses nativos, 1,55% asiáticos, 0,04% de Oceanía, 0,63% de otras razas, y 1,68% de dos o más razas. Un 1,28% de la población son hispanos o latinos de cualquier raza.
En 148 095 hogares de los cuales el 25,1% tiene niños menores de 18 años que conviven con los padres, 26,6% son parejas casadas viviendo juntos, 18,6% son mujeres viviendo solas, y 51,0% no son familias. 42,8% de todos los hogares son individuales y 11,1% tiene un miembro de 65 años o mayor. El tamaño medio de la vivienda es de 2,15 miembros y la familia media tiene 3,12 miembros.
La distribución de la edad es de 24,5% por debajo de los 18 años, 12,9% en el rango de 18 - 24 años, 31,6% de 25 a 44 años y 18,7% de 45 hasta 65 años. El 12,3% de la población es mayor de 65 años. La edad media es de 32 años. Por cada 100 mujeres hay 89,4 hombres. Por cada 100 mujeres superiores a 17 años hay 85,6 hombres.
Los ingresos medios de un hogar de la ciudad son de 29.493 dólares estadounidenses y el ingreso medio por familia es de 37 543 dólares. Los hombres ganan una media de 33 063 dólares frente a los 26 493 dólares de ingreso medio de las mujeres.
El ingreso medio per cápita es de 19 962 dólares. El 21,9% de la población y el 18,2% de las familias vive por debajo del umbral de la pobreza. Del total de la población el 32% de los habitantes con menos de 18 años y el 14,8% de los de una edad de 65 años o superior viven por debajo del umbral de la pobreza.

## Paisaje urbano y clima
Cincinnati está a mitad de camino por río entre las ciudades de Pittsburgh, Pensilvania, y El Cairo, Illinois. El centro de la ciudad se encuentra cerca de la desembocadura del río Licking, una confluencia donde se produjo el primer asentamiento. Metro Cincinnati se extiende por el sur de Ohio, el sureste de Indiana y el norte de Kentucky; la oficina del censo ha medido la ciudad propiamente dicha en 206,01 km², de las cuales 201,86 km² son tierra y 4,14 km² son agua. La ciudad se extiende sobre una serie de colinas, acantilados y lomas bajas que dominan Ohio en la región de Bluegrass del país. El triestato está ubicado geográficamente dentro del Medio Oeste en el extremo norte de Upland South.

La ciudad envuelve tres municipios: Norwood, Elmwood Place y Saint Bernard. Norwood es una ciudad comercial e industrial, mientras que Elmwood Place y Saint Bernard son pueblos pequeños, principalmente residenciales. Cincinnati no tiene un enclave, pero el gobierno de la ciudad posee varias propiedades fuera de los límites de la corporación: French Park en Amberley Village, la pista en desuso en el antiguo aeropuerto Blue Ash en Blue Ash, y el Ferrocarril del Sur de Cincinnati de 542,3 km, que corre entre Cincinnati y Chattanooga.

### Hitos
Cincinnati tiene muchos hitos en su área. Algunos de estos hitos son reconocidos a nivel nacional, otros son más reconocidos entre los locales.
Estos hitos incluyen la Union Terminal, la Carew Tower, la PNC Tower, la Great American Tower, la Fountain Square, del Washington Park y el Great American Ballpark. Estos hitos se suman al horizonte y funcionan como buenos puntos de encuentro en la ciudad.

### Paisaje

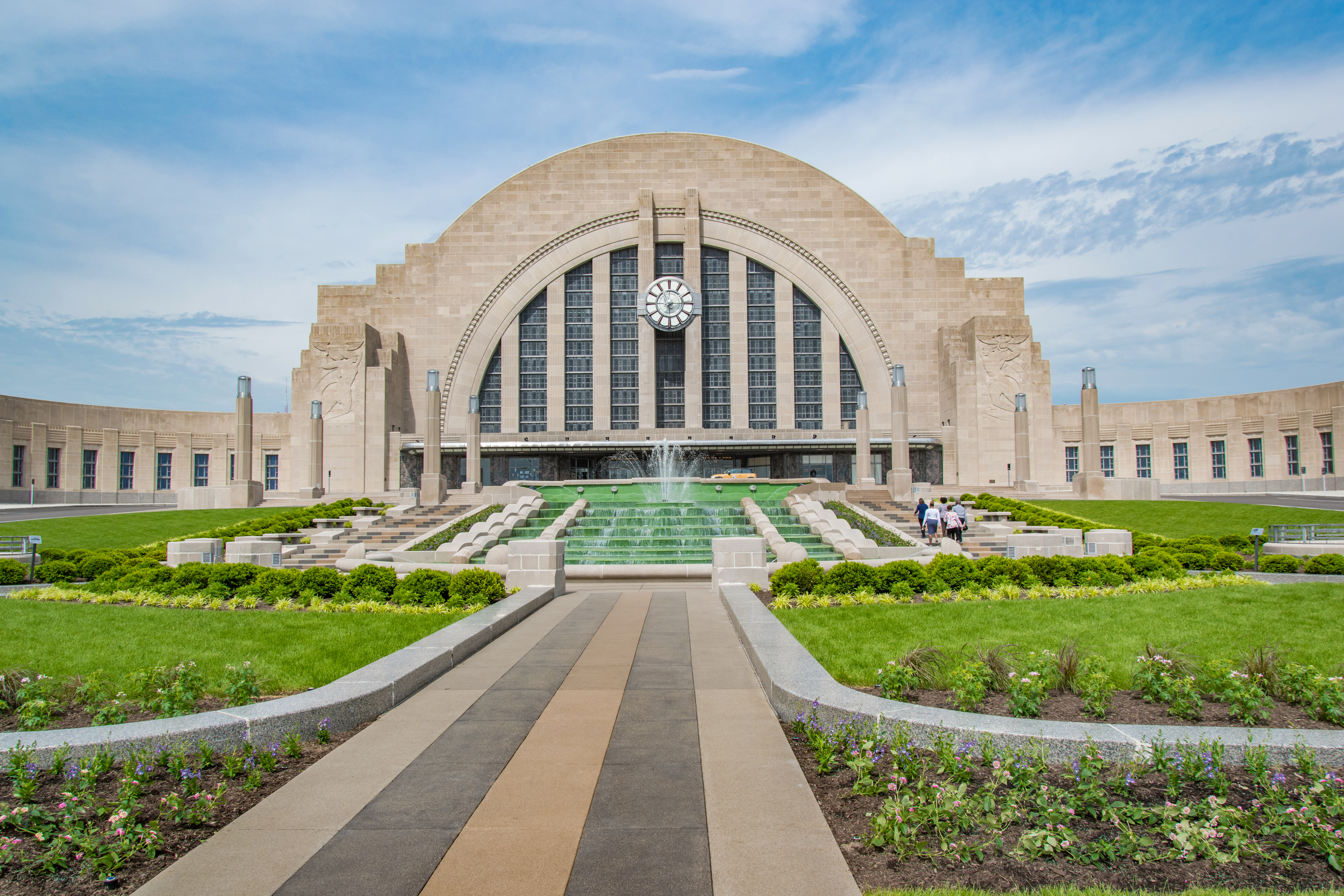
Cincinnati Union Terminal

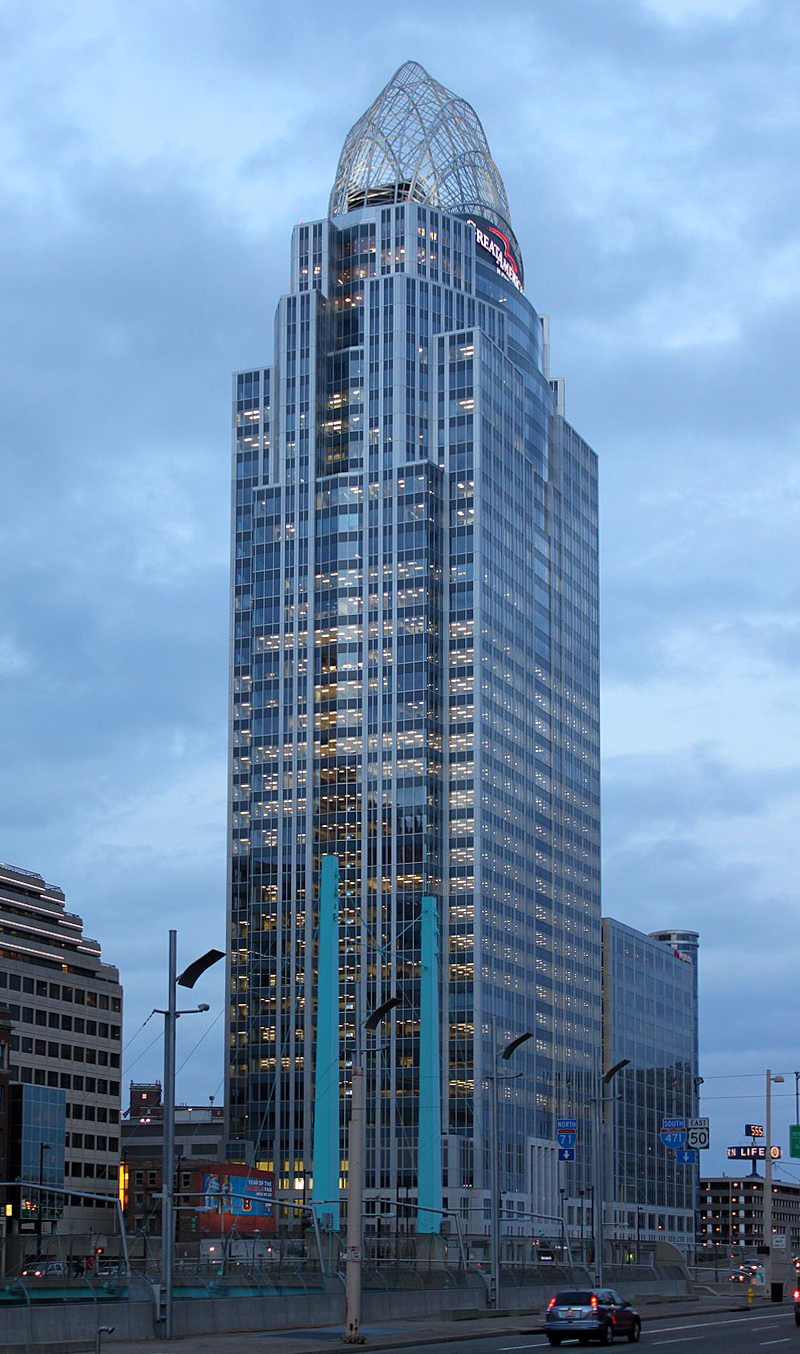
Con 203 m, la Great American Tower es el edificio más alto de Cincinnati y el tercero más alto de Ohio

Cincinnati alberga numerosos terraplenes que se destacan por sus características arquitectónicas o asociaciones históricas, así como la Carew Tower, el Centro Scripps, el Ingalls Building, la Terminal Union de Cincinnati y el Templo Isaac M. Wise. Los parques y paisajes públicos históricos notables incluyen el Spring Grove Cemetery and Arboretum del siglo XIX, parque Edén y parque Mount Storm, todos diseñados por el arquitecto paisajista Adolph Strauch.
Queen City Square abrió sus puertas en enero de 2011. Con 203 m, es el edificio más alto de Cincinnati y el tercer edificio más alto de Ohio. Otros rascacielos de más de 120 m de altura son el Scripps Center, el Fifth Third Center, el Center at 600 Vine y el First Financial Center.
El Cincinnati Skywalk de una milla de largo, completado en 1997, se acortó para atraer más comercio, pero sigue siendo la forma viable de caminar por el centro cuando hace mal tiempo. El zoológico y jardín botánico de Cincinnati en Avondale es el segundo zoológico más antiguo de los Estados Unidos.

### Clima
Cincinnati está localizado dentro de una zona de transición climática; el área está en el límite del extremo norte del clima subtropical húmedo o al final del sur del clima continental húmedo (clasificación climática de Köppen Cfa o Dfa), dependiendo del criterio utilizado. Aunque técnicamente localizado en el Midwest, Cincinnati también está considerada dentro de la periferia del Alto Sur. El clima local básicamente es una mezcla de la región subtropical al sur y el área de latitud media al norte. Pruebas de ambas influencias climáticas se pueden encontrar en el paisaje y la fauna de Cincinnati (ver: magnolia grandiflora, liquidambar, ciprés de los pantanos, musas, Yucca filamentosa, y la lagartija roquera común). El mapa de la USDA Climate Zone clasifica a Cincinnati con una posición de zona de dureza 6a/6b (donde 1 es la zona más fría y la 11 la más cálida). Se pueden encontrar zonas con «microclimas» más suaves (posición 7a/b), en particular a lo largo de la cuenca del río Ohio. Cincinnati, que está en la Región Bluegrass de la Meseta Baja Interior de Ohio, generalmente recibe menos nieve y tiene una época de cultivos más larga que la mayor parte del resto de Ohio.
Los veranos en Cincinnati generalmente son calientes y húmedos con tardes frescas. La temperatura anual media es de 12 °C, con una nevada anual media de 58,4 cm y una precipitación anual media de 1040 mm. Las temporadas más lluviosas son la primavera y el verano, aunque la precipitación sea bastante constante todo el año. Durante el invierno, en particular en enero y febrero, se pueden esperar varios días de nieve, que permiten celebrar deportes de invierno, aunque las nevadas son más ligeras que en la mayor parte de Ohio. Las temperaturas de enero se extienden de -6 a 4 °C y la variedad de temperaturas de julio de 19 a 30 °C. La más alta temperatura registrada fue de 39,4 °C el 17 de agosto de 1988, y la temperatura registrada más baja fue de -32 °C, el 18 de enero de 1977.
| Temperaturas mensuales normales y extremas altas y bajas |       |       |       |       |       |       |      |      |      |      |       |       |
| Mes                                                      | Ene   | Feb   | Mar   | Abr   | May   | Jun   | Jul  | Ago  | Sep  | Oct  | Nov   | Dic   |
| Extrema alta °C                                          | 21    | 24    | 29    | 32    | 34    | 39    | 39,5 | 39   | 37   | 31   | 27    | 24    |
| Normal alta °C                                           | 3,3   | 6,2   | 12,2  | 18,2  | 23,6  | 28    | 30,2 | 29,3 | 25,6 | 19,1 | 12    | 5,9   |
| Normal baja °C                                           | -5,9  | -3,9  | 1     | 5,9   | 11,6  | 16,4  | 18,9 | 17,9 | 13,8 | 7,2  | 2,1   | -3,1  |
| Ext baja °C                                              | -31,7 | -23,9 | -23,9 | -9,4  | -2,8  | 3,9   | 8,3  | 6,1  | -0,6 | -8,9 | -17,2 | -28,9 |
| Precip. (cm)                                             | 7,42  | 6,98  | 9,90  | 10,05 | 11,66 | 11,23 | 9,52 | 9,62 | 7,16 | 7,52 | 8,79  | 8,33  |
| Fuente: USTravelWeather.com                              |       |       |       |       |       |       |      |      |      |      |       |       |

## Economía
Entre las corporaciones con sede en Cincinnati se destacan Procter & Gamble, Kroger, Macy's (ex Federated Department Stores), Fifth Third Bancorp, American Financial Group y AK Steel. Tuvo su sede ahí Chiquita Brands International, hasta inicios del milenio.

## Educación
Las Escuelas Públicas de Cincinnati gestiona escuelas públicas del condado. La Universidad de Cincinnati y la Universidad Xavier están catalogadas entre los mejores institutos de educación superior de los Estados Unidos.

## Cultura

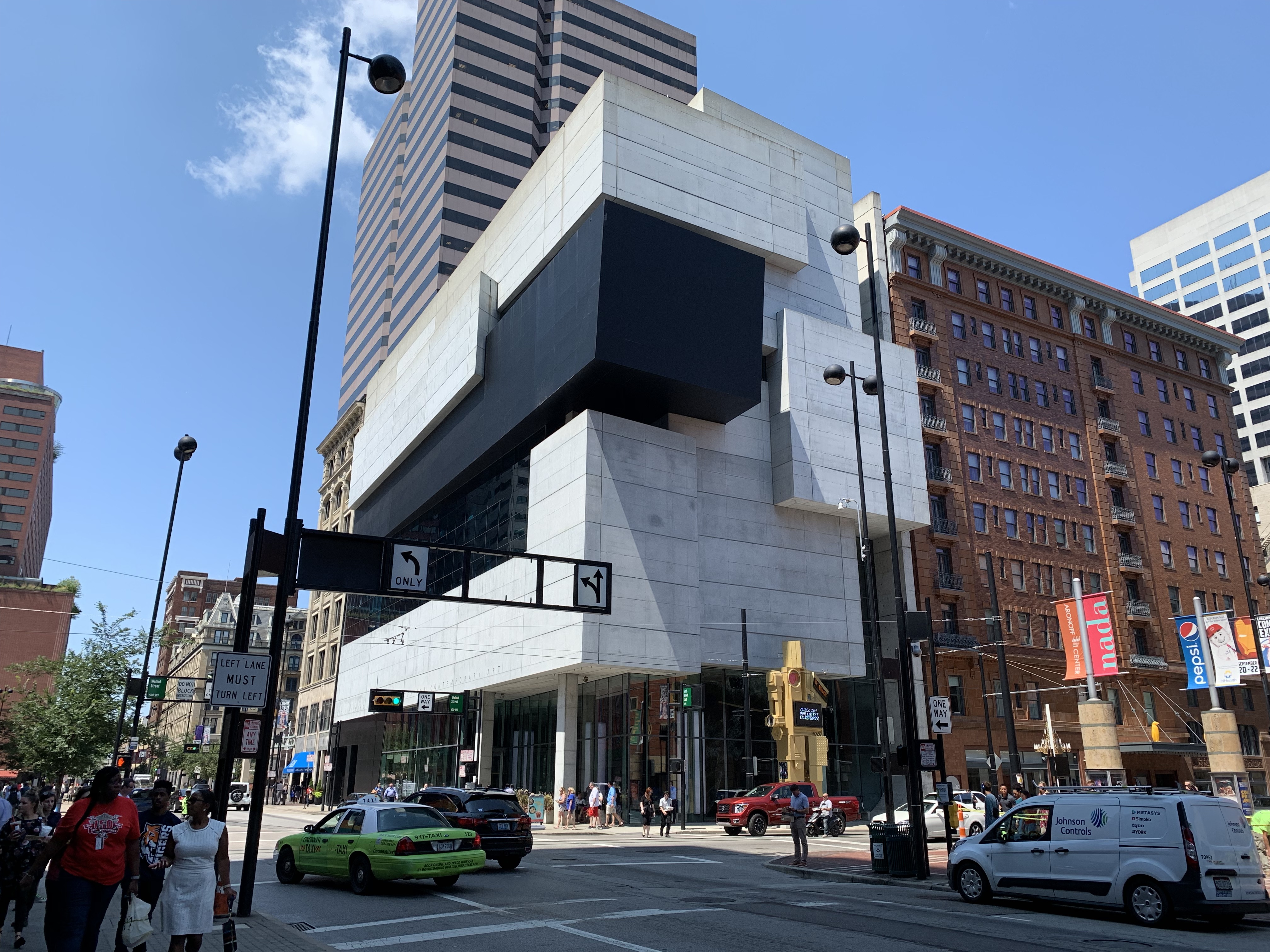
El Centro de Arte Contemporáneo Rosenthal, diseñado por Zaha Hadid en 2003

En Cincinnati se celebran numerosos festivales y acontecimientos a lo largo del año. La Sociedad Hortícola de Cincinnati organiza la Exposición de Flores de Cincinnati a finales de abril. Este acontecimiento floral, respaldado por la Royal Horticultural Society, se organiza en el lago Como en Coney Island y afirma ser la Exposición Floral al aire libre más grande de los Estados Unidos. Para celebrar su herencia alemana, Cincinnati celebra el cuarto Oktoberfest más grande de Estados Unidos y el cuarto de todo el mundo. La ciudad probablemente la expresión más visible de la cultura germano-estadounidense.
Durante el verano el Festival de Jazz se celebra durante un fin de semana en julio. El festival de Tall Stacks se celebra cada tres o cuatro años para conmemorar la historia de la embarcación fluvial de Cincinnati. El Zoo de Cincinnati, el jardín botánico y un banco local patrocinan el Festival de las Luces durante la temporada de vacaciones. Otros festivales incluyen: Taste of Cincinnati, Goetta Fest (en Newport, Kentucky), Festival de Música MidPoint y la Bell/WEBN Riverfest. La vecindad de Over-the-Rhine es uno de los Distritos Históricos Nacionales más grandes en el país.
El grupo de música indie rock Walk the Moon es original de esta ciudad. La Orquesta Sinfónica de Cincinnati es una de las más prestigiosas de los Estados Unidos, y la quinta en orden de fundación. Tiene su sede en el Cincinnati Music Hall y está considerada como la segunda orquesta sinfónica más importante del estado de Ohio, tras la Orquesta de Cleveland. En la ciudad se celebran numerosos musicales y obras de teatro, alardea de un gran sistema de parques, y tiene una variada cultura culinaria. Posee una gran biblioteca pública, con cerca de diez millones de libros. Una de las atracciones más famosas de Cincinnati es la Fountain Square, una de las piedras angulares de la cultura de la región.

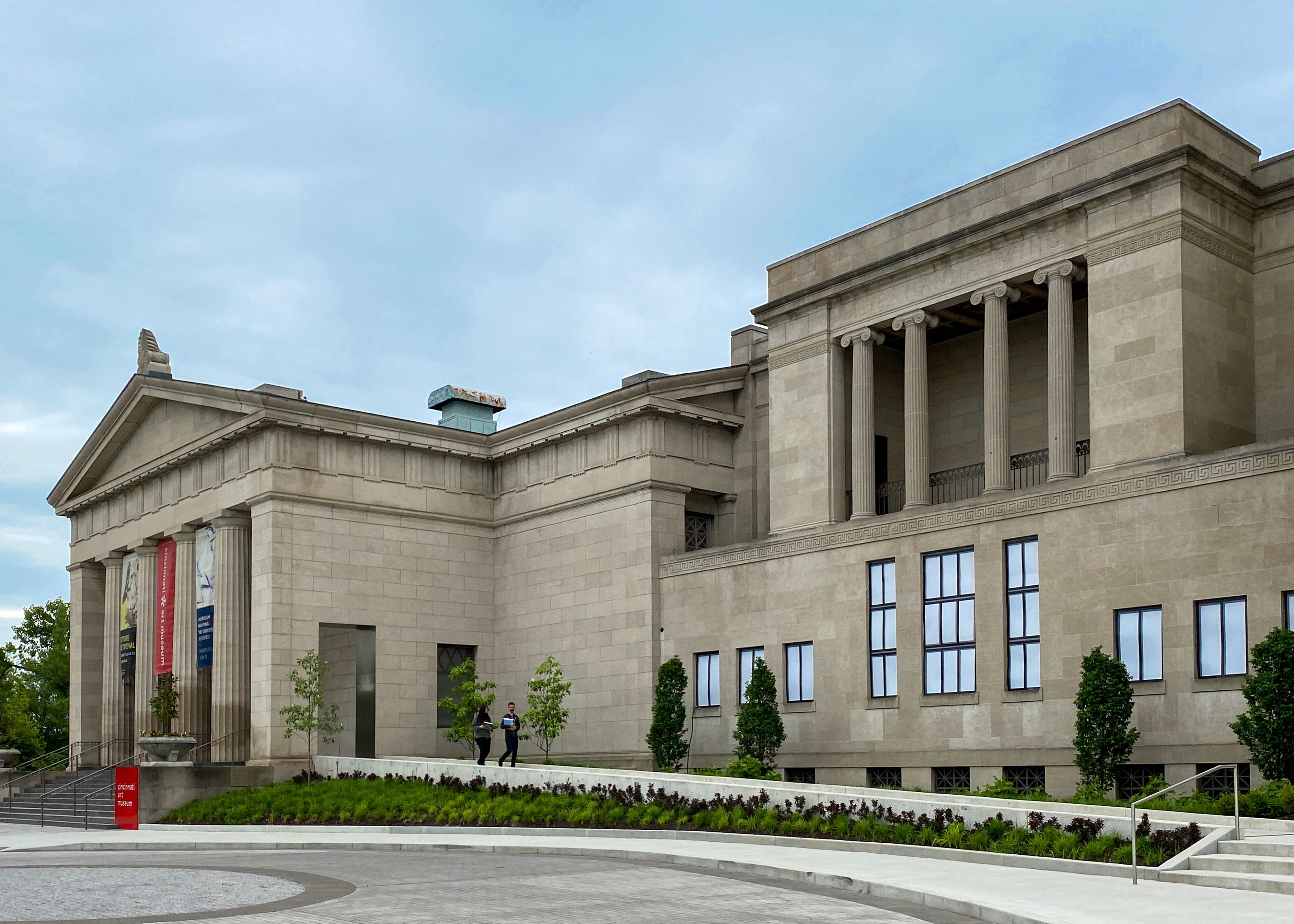
Entrada principal del Museo de Arte de Cincinnati

### Museo de Arte de Cincinnati
El Museo de Arte de Cincinnati se fundó en 1881. Es uno de los más antiguos en su género en los Estados Unidos y alberga unas 100 000 piezas. Cuenta con un variado repertorio de pintura europea, desde la Edad Media hasta Pablo Picasso: Hans Memling, Sandro Botticelli, Andrea Mantegna, Domenico Tintoretto, Lucas Cranach el Viejo, Frans Hals, Bartolomé Esteban Murillo, Rubens (una versión abocetada al óleo de su famoso Sansón y Dalila), Guercino, Mattia Preti, Giambattista Tiepolo, William Hogarth, Corot, Renoir, Monet, Lawrence Alma-Tadema, Amedeo Modigliani...

### El Observatorio de Cincinnati

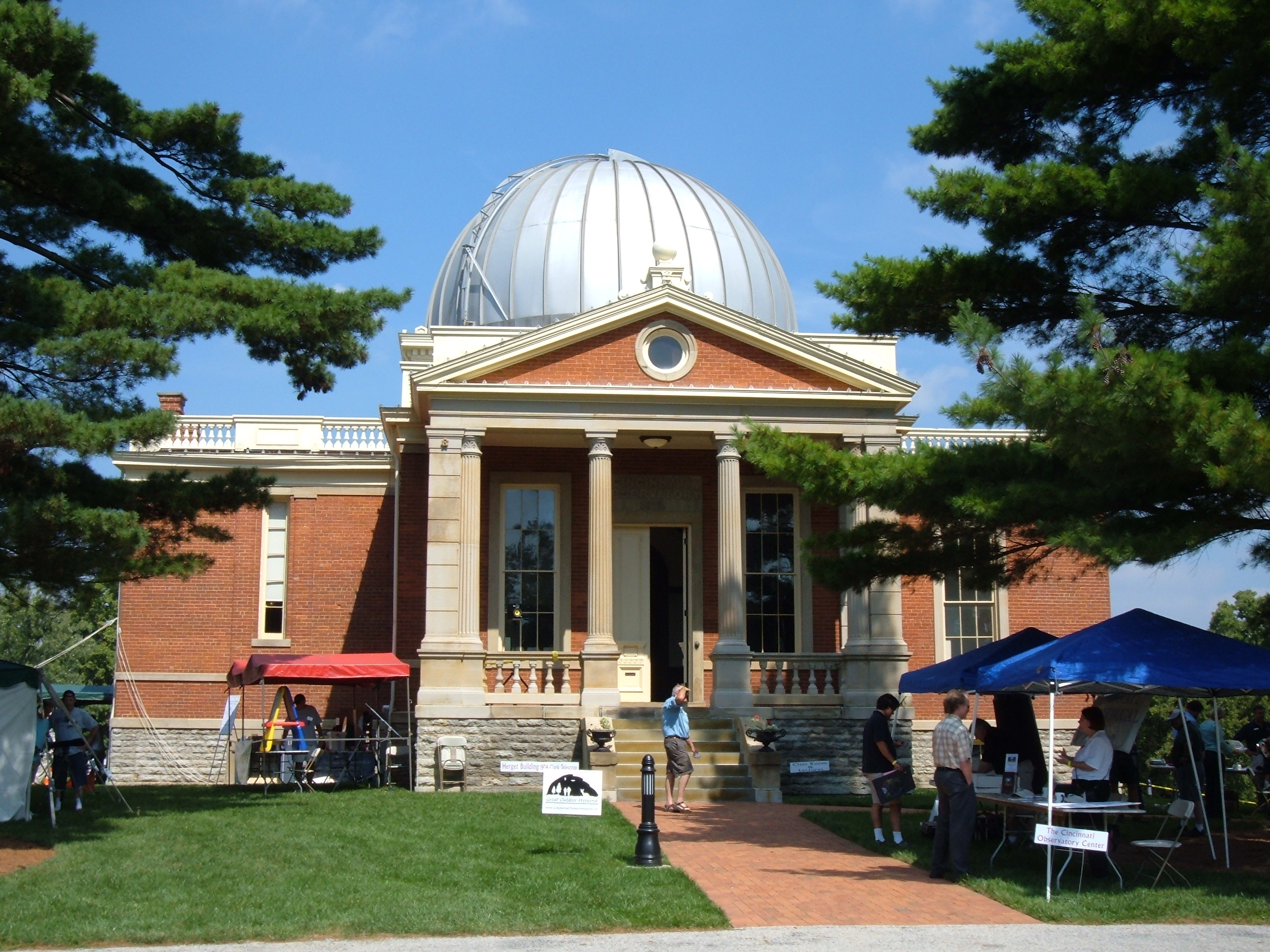
Observatorio de Cincinnati

El Observatorio de Cincinnati, que se encuentra en Cincinnati en la cima del Mount Lookout, es el observatorio profesional más antiguo en los Estados Unidos. Tiene un Telescopio refractor G. & S. Merz del año 1845 de 27.94cm de diámetro.
El (1373) Cincinnati (asteroide n.º 1373 según el Centro de Planetas Menores), es un asteroide perteneciente al cinturón de asteroides que orbita entre Marte y Júpiter. Aunque su órbita es un tanto irregular es un miembro típico de dicho cinturón. Fue descubierto por el famoso astrónomo estadounidense Edwin Hubble el 30 de agosto de 1935 desde el Observatorio Monte Wilson, y es el único asteroide que descubrió. Su nombre hace referencia al Observatorio de Cincinnati, cuyo personal realizó la mayoría de los cálculos de su órbita.

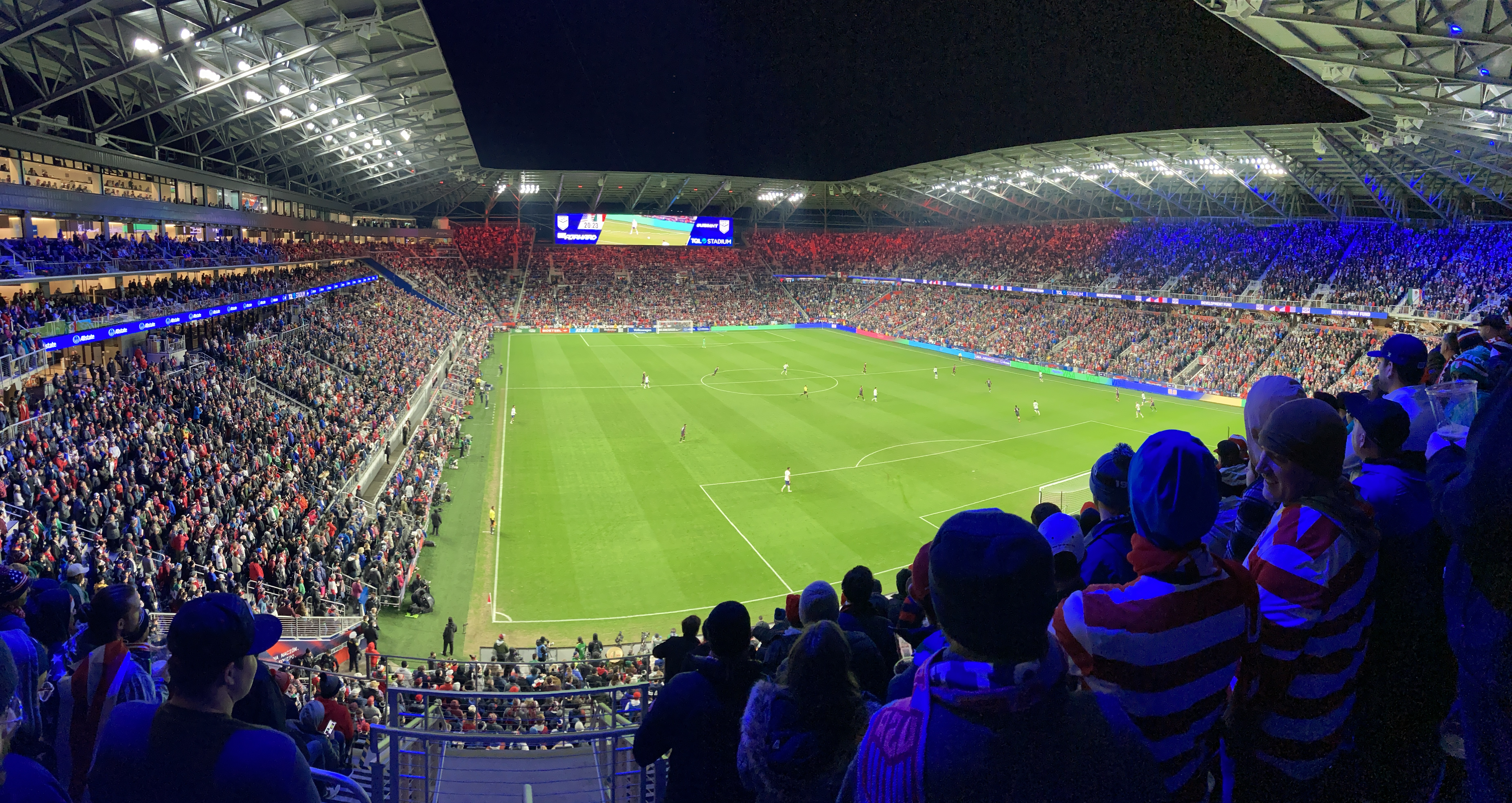
El TQL Stadium, estadio de fútbol y base de la selección FC Cincinnati

### Deportes
El Masters de Cincinnati es un torneo de tenis del ATP Masters 1000 y el WTA Premier 5.
Cincinnati tiene dos equipos deportivos universitarios en la División I de la NCAA: los Cincinnati Bearcats y los Xavier Musketeers.

### Medios de comunicación
Los principales diarios de la ciudad fueron, durante mucho tiempo, The Cincinnati Inquirer y The Cincinnati Post. Este último, sin embargo, cesó sus actividades en 2007 tras 126 años de existencia.
WCET fue la primera estación de televisión pública de Estados Unidos, fundada en 1954, e integra la cadena Public Broadcasting Service. WLWT es afiliada de NBC desde 1949. WCPO-TV y WKRC-TV han sido afiliadas a ABC y CBS desde 1949, salvo desde 1961 hasta 1996, cuando estuvieron intercambiadas. WXIX-TV, fundada en 1968, integra la cadena Fox desde 1986.

## Ciudades hermanadas
Cincinnati está hermanada con las siguientes poblaciones:
- Múnich, Alemania.
- Lizhou, China.
- Nancy, Francia.
- Mysore, India.
- Gifu, Japón.
- Amán, Jordania.
- Nueva Taipéi, Taiwán.
- Járkov, Ucrania.
- Harare, Zimbabue.

## Hijos famosos de la ciudad
- Andy Biersack (cantante)
- Doris Day (cantante y actriz)
- Roy Rogers (actor)
- Benjamin Harrison (23° presidente de Estados Unidos)
- Charles Manson (famoso asesino en serie)
- Aaron Pryor (campeón mundial de boxeo)
- Dean Ambrose (reconocido luchador de la WWE)
- Carmen Electra (nacida como Tara Leigh Patrick; actriz y cantante)
- Ellen Schreiber (escritora)
- Steven Spielberg (director de cine)
- Albert Sabin (virólogo, inventor de una vacuna contra la poliomielitis)
- Tyrone Power (actor)
- Pete Rose (nacido Peter Edward Rose) (famoso beisbolista, tiene el registro de más hits en Grandes Ligas)
- Max Green (nacido Maxwell Scott Green) (bajista de Escape the Fate)

- Mamie Smith (cantante de blues)
- David Donnelly (bailarín de ballet)

- Nate Parker (baterista de The Tide)
- Drew Dirksen (cantante de The Tide)
- Leather Leone (cantante)
- David T. Chastain (guitarrista, compositor y productor).
- Russell Wilson (quarterback Seattle Seahawks)
- Thomas Kuhn (físico, historiador y filósofo)
- iShowSpeed (personaje famoso de internet)